# Villa Lalatta Costerbosa
Villa Lalatta Costerbosa, nota anche come villa La Vignazza, è un edificio in stile neoclassico situato in via Resga 3 a Montechiarugolo, in provincia di Parma.

## Storia
L'originario edificio fu probabilmente costruito nel XVI secolo per volere dei frati francescani del vicino convento di Santa Maria delle Grazie, quale ospizio per i pellegrini e viandanti di passaggio; a valle, in prossimità dell'oratorio del Romito, era infatti possibile attraversare il torrente Enza grazie a un barcaiolo, previo pagamento di un pedaggio.
Nella seconda metà del secolo l'eremitaggio e il piccolo luogo di culto furono distrutti; soltanto nel XVIII secolo la cappella fu ricostruita dai monaci, unitamente alla residenza del romito, addetto alla manutenzione dell'area.
Nel 1811, a causa dei decreti napoleonici relativi alla secolarizzazione dei beni ecclesiastici, i francescani furono allontanati dalla loro proprietà; mentre il monastero fu adibito a caserma militare, l'oratorio e le terre annesse furono acquistati nel 1817 dal capitano Egidio Rossini; il nuovo proprietario avviò i lavori di ampliamento e decorazione dell'abitazione, che trasformò in villa neoclassica.
Nel 1843 la tenuta fu alienata al giudice Remigio Villa, che intraprese una colossale opera di arginatura del torrente Enza, per ampliare i terreni coltivabili; tuttavia, pochi anni dopo una rovinosa piena devastò i terrapieni, costringendo nel 1867 il proprietario a svendere all'asta ogni bene. L'acquirente risultò l'agente Lombardini, su incarico del conte Antonio Costerbosa, che desiderava adibire la villa a residenza estiva per la famiglia.
Il Conte scomparve nel 1872 e gli subentrò la figlia Faustina, moglie del marchese Antonio Lalatta, la quale, divenuta ufficialmente proprietaria l'anno seguente, avviò una serie di lavori di ristrutturazione e decorazione dell'edificio e di trasformazione dell'oratorio del Romito in cappella gentilizia; le opere furono completate nel 1879. Alla morte della Contessa nel 1893, ereditò i suoi beni il figlio Carlo, il quale, su disposizione di Faustina, aveva unito al cognome paterno quello materno.
Nel 1929 spirò il marchese Carlo Lalatta Costerbosa e la villa passò alle due figlie Afra e Maria, che la trasmisero ai loro discendenti.
Alla fine del XX secolo furono avviati altri interventi di risistemazione della proprietà; le terre, anticamente occupate da vigneti, furono interamente recuperate all'uso agricolo unitamente alle barchesse e agli edifici rustici, la villa e la corte furono restaurate e le attigue scuderie furono trasformate in sale da ricevimento.

## Descrizione

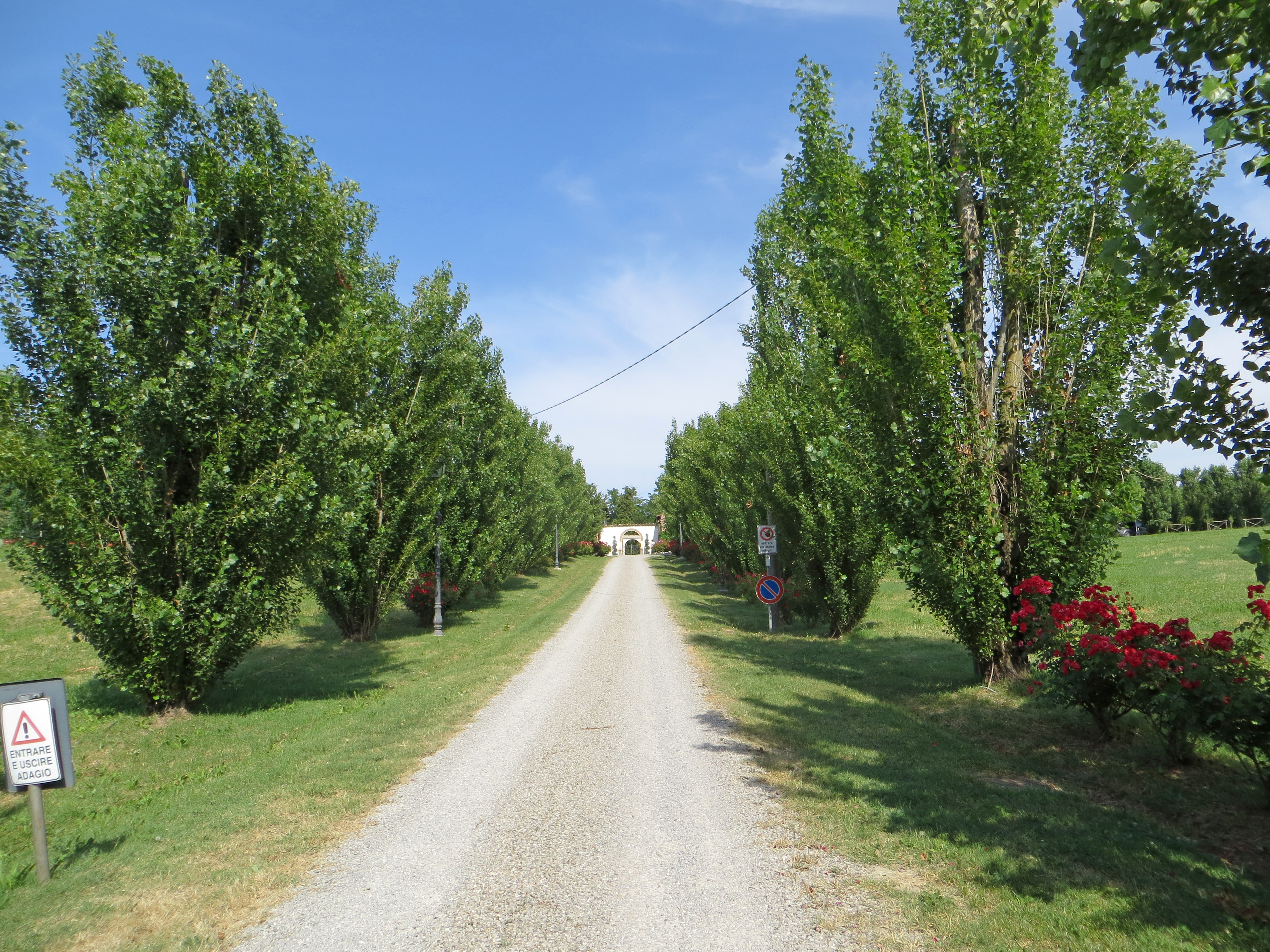
Viale d'ingresso

Il grande parco, circondato dai campi coltivati della tenuta di quasi 40 ettari, si estende a cavallo dell'alta scarpata del torrente Enza; la piccola corte con la villa e gli edifici annessi, collegata con la strada a ovest attraverso un vialetto, sorge in posizione panoramica sulla cima del rilievo, mentre l'oratorio del Romito, raggiungibile tramite uno stradello che si inoltra nella boscaglia, è collocato a nord-est sul fondo del pendio, in prossimità del corso d'acqua.

### Villa
Il corpo principale della villa si estende su una pianta a U a nord della piccola corte ed è affiancato a ovest dalle antiche scuderie e dalle barchesse; il cortile centrale, chiuso da due portali ad arco alle estremità orientale e occidentale, è delimitato a sud dagli edifici rustici. Il nucleo residenziale è costituito da un edificio rettangolare più antico a est, affacciato sulla vallata, e da uno rettangolare più recente a ovest, uniti tra loro attraverso il corpo d'ingresso.
La simmetrica facciata est della villa, interamente intonacata, si sviluppa su due livelli principali fuori terra, oltre al sottotetto; nel mezzo, affiancato da due finestre per parte, è collocato il portale d'accesso sul parco, sormontato dal balconcino centrale del primo piano; in sommità si erge sul culmine del tetto una torretta.
All'interno l'ampio androne passante è coperto da una volta a botte; nelle varie sale, ornate sulle pareti con decorazioni a tempera risalenti alla ristrutturazione completata nel 1879, sono conservati ancora i grandi camini ottocenteschi; la villa è inoltre arricchita da vetrate in stile liberty.

#### Oratorio del Romito
Il piccolo oratorio, edificato in origine dai frati agostiniani della vicina abbazia di Santa Felicola tra l'XI e il XII secolo e donato nel 1530 dalla contessa Domitilla Trivulzio ai francescani del convento di Santa Maria delle Grazie, fu completamente ricostruito dai francescani tra la fine del XVII e l'inizio del XVIII secolo; adibito a cappella gentilizia dalla contessa Faustina Costerbosa, conserva nel presbiterio alcuni affreschi tardo-seicenteschi, rinvenuti durante i restauri realizzati alla fine del XX secolo.

### Parco

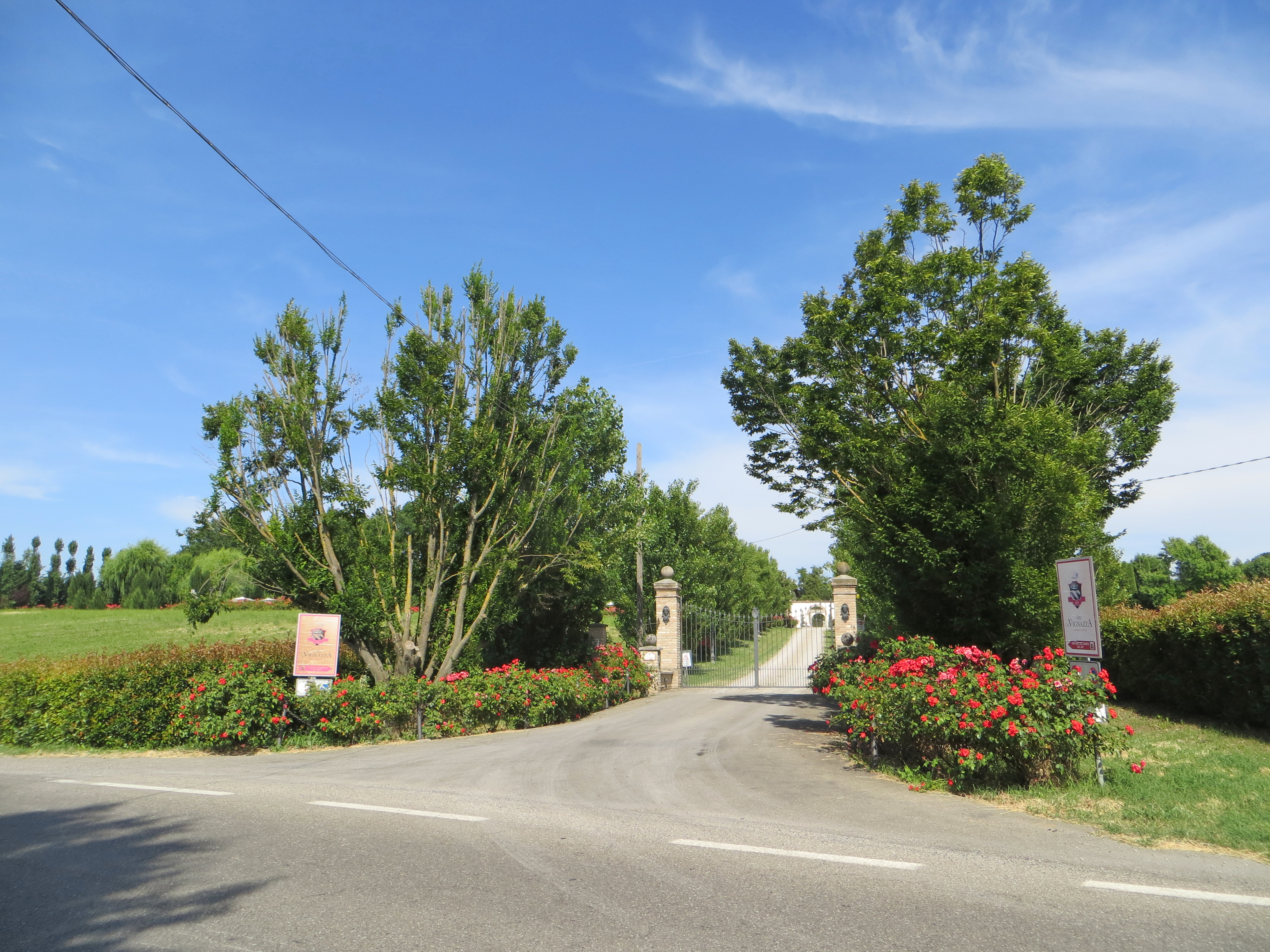
Viale d'ingresso

Il parco si allunga a nord-est della villa, sul bordo dell'alta scarpata, in posizione panoramica sulla vallata.
Il giardino, percorso da vialetti, è arricchito dalla presenza di numerosi alberi secolari, tra cui roveri, roverelle, ippocastani, olmi e conifere; spiccano in particolare un leccio a doppio fusto e un antico cedro del Libano di notevoli dimensioni.